# Ломаная
Ло́маная (ло́маная ли́ния) — геометрическая фигура в пространстве, образованная конечным набором отрезков, расположенных так, что конец первого является началом второго, конец второго — началом третьего и т. д.; причём соседние отрезки не должны лежать на одной прямой.
Сами отрезки называются сторонами ломаной, а их концы — вершинами ломаной. Ломаная обозначается последовательным указанием её вершин.

## Определение

Невырожденная ломаная A_{1}A_{2}A_{3}A_{4}A_{5}A_{6}

Ломаной {\displaystyle A_{1}A_{2}\dots A_{n}} называется фигура, которая состоит из отрезков {\displaystyle [A_{1}A_{2}]}, {\displaystyle [A_{2}A_{3}]}, …, {\displaystyle [A_{n-1}A_{n}]}.
Точки {\displaystyle A_{1}}, …{\displaystyle A_{n}}, называются вершинами ломаной, а отрезки {\displaystyle [A_{1}A_{2}]}, {\displaystyle [A_{2}A_{3}]}, …, {\displaystyle [A_{n-1}A_{n}]} — сторонами (звеньями) ломаной.
Ломаная называется невырожденной, если для любого {\displaystyle k\in \{1,2,\dots ,n-2\}} отрезки {\displaystyle [A_{k}A_{k+1}]} и {\displaystyle [A_{k+1}A_{k+2}]} не лежат на одной прямой; в противном случае — вырожденной.

## Типы ломаных
- Ломаная имеет самопересечение, если хотя бы два её несмежных звена имеют общую точку:

Самопересекающаяся ломаная A_{1}A_{2}A_{3}A_{4}A_{5}A_{6}

Изображённую здесь ломаную следует называть «ломаная A1A2A3A4A5A6».
- Ломаная называется замкнутой, если первая и последняя точки ломаной совпадают; в этом случае дополнительно требуют, чтобы отрезки {\displaystyle A_{1}A_{2}} и {\displaystyle A_{n-1}A_{n}} также не лежали на одной прямой:

Замкнутая ломаная A_{1}A_{2}A_{3}A_{4}A_{5}A_{1}

Замкнутую плоскую ломаную часто называют многоугольником: в этом случае изображённая ломаная A1A2A3A4A5A1 будет называться «многоугольник A1A2A3A4A5A1», а звенья будут называться сторонами многоугольника. В ряде случаев, например, при рассмотрении многогранников, стороны многоугольника называются рёбрами.

## Свойства ломаной
Длиной ломаной называется сумма длин её сторон.
- Длина ломаной не меньше длины отрезка, соединяющего её концы.